# Globočec Ludbreški
Globočec Ludbreški – wieś w Chorwacji, w żupanii varażdińskiej, w mieście Ludbreg. W 2011 roku liczyła 491 mieszkańców.